# Dvorac Hohenstaufen
Dvorac Hohenstaufen ili Utvrda Hohenstaufen (njem. Burg Hohenstaufen) je ruševina, smještena iznad grada Hohenstaufena, u okrugu Göppingeni u Baden-Württembergu, Njemačka. Dvorac je bio sjedište sada izumrle dinastije Hohenstaufen.
Dvorac Hohenstaufen se nalazi brdu Hohenstaufenu, na 684 m nadmorske visine. Riječ Stauf znači "kalež" i odnosi se na stožasti oblik brda. 
Prema pisanim izvorima, dvorac je u drugoj polovici 11. stoljeća dao sagraditi vojvoda Fridrik I. Švapski, kao dvorac za zaštitu obiteljskih interesa u blizini. Dvorac je bio sve do 13. stoljeća posjed cara i carske obitelji, dinastije Hohenstaufen. Godine 1181. car je Fridrik Barbarossa boravio ondje. Godine 1208., Irene Angelina, udovica Barbarossina sina, netom ubijenoga Filipa Švapskog, umrla je ovdje. 
Nakon pada Hohenstaufovaca, dvorac je postao carski posjed Rudolfa Habsburškog. Ovo strateški i simbolički važno mjesto bilo je konstantni kamen spoticanja između grofova Wuerttemberga i Carstva.
Od 1372., Hohenstaufen je bio posjed grofova Württemberga. Nakon protjerivanja vojvode Ulrika godine 1519., Juraj Staufer Bloßenstaufenski uspio je dobiti dvorac, kao potomak stare dinastije Hohenstaufena. Dvorac je branila samo mala vojna posada, pa je zauzet i uništen 1525. godine za vrijeme seljačkog rata[možda seljačke bune?]. Kamen iz dvorca kasnije je korišten u izgradnji Göppingerskog dvorca. 
Od ujedinjenja Njemačke 1871. dvorac se Hohenstaufen smatra nacionalnim spomenikom. Walther Veeck je iskopavao na njemu u vremenu između 1936. i 1938.,  a kasnija iskapanja bila su između 1967. i 1971. Tad su razotkrivali i osiguravali temelje dvorca. Godine 2009. dodatni radovi su načinjeni s ciljem očuvanja nalazišta.
Muzej Staufer, koji se nalazi na raskrižju Pfarrgasse i Kaiserbergsteige u Hohenstaufenu, sadrži povijesne podatke odvorcu te artefakte iz njega. Staza koja vodi do dvorca stranice počinje između dviju crkava koje su u susjedstvu muzeja Staufera. 

## Galerija slika
- Ruševine dvorca
- Ruševine dvorca
- Ruševine dvorca
- Muzej Staufer u Hohenstaufenu